# Parti du mouvement de la grande Indonésie
 (février 2024).
Le Parti du mouvement de la grande Indonésie (en indonésien : Partai Gerakan Indonesia Raya), abrégé en Parti Gerindra, est un parti politique indonésien fondé en 2008. 
Lors des élections présidentielles de 2014 et de 2019, il est représenté par le général Prabowo Subianto, qui perd face à Joko Widodo. En février 2024, Prabowo Subianto remporte l'élection présidentielle.

## Historique
Prabowo Subianto perd la convention présidentielle de son parti, le Golkar, le 21 avril 2004. Il siège ensuite au conseil consultatif du parti jusqu'au 12 juillet 2008, quelques mois après avoir formé Gerindra le 6 février 2008, en vue de préparer les élections provinciales dès février 2009. Prabowo Subianto démissionne alors du Golkar en juillet 2008.
Le parti qu'il a formé revendique alors environ 15 millions de membres, sa base de soutien venant de Java, Sumatra, Kalimantan et Sulawesi. La fondation du parti a été suggérée par Hashim Djojohadikusumo, frère cadet de Prabowo Subianto, qui a contribué au financement de la campagne de publicité télévisée de Gerindra aux heures de grande écoute.
Le parti remporte 4,5 % des voix lors des élections législatives de 2009 et obtient 26 sièges au Conseil représentatif du peuple.
Lors des élections législatives d'avril 2014, le parti passe à 11,8 % des voix, et arrive en troisième position. En outre, Gerindra a presque triplé le nombre de sièges remportés, passant à 73 sièges.
Depuis le 20 septembre 2014, à la suite du décès de Suhardi, l'ancien président-général du parti, Prabowo siège également à ce poste.
À l'issue des élections de 2019, bien que Prabowo Subianto ait perdu face à Joko Widodo à l'élection présidentielle, Gerindra décide de rallier ses députés à la coalition formé autour du parti de Widodo, le PDIP, et de participer au Cabinet Indonésie En avant. Prabowo Subianto est alors nommé ministre de la Défense, tandis qu'Edhy Prabowo est nommé ministre des Affaires maritimes et de la Pêche.
Le 14 février 2024, Prabowo Subianto, le candidat du parti, remporte l'élection présidentielle avec 57 % des voix. Le Parti Gerindra subit cependant une défaite aux élections législatives organisées le même jour.

## Résultats électoraux

### Élections législatives
| Élection | Bulletin | Sièges   | Voix       | Voix    | Variation                        | Chef du parti                                                      |
| Élection | Bulletin | Sièges   | Nombre     | Part    | Variation                        | Chef du parti                                                      |
| -------- | -------- | -------- | ---------- | ------- | -------------------------------- | ------------------------------------------------------------------ |
| 2009     | 5        | 26 / 560 | 4 642 795  | 4,46 %  | 26 sièges, Opposition            | Prabowo Subianto (président fondateur) Suhardi (président général) |
| 2014     | 6        | 73 / 560 | 14 760 371 | 11,81 % | 47 sièges, Opposition            | Prabowo Subianto (président fondateur) Suhardi (président général) |
| 2019     | 2        | 78 / 575 | 17 594 839 | 12,57 % | 5 sièges · Coalition gouvernante | Prabowo Subianto                                                   |
| 2024     | 2        | 86 / 580 | 20 071 345 | 13,22%  | 8 sièges Coalition gouvernante   | Prabowo Subianto                                                   |

### Élections présidentielles
| Élection | Bulletin n° | Candidat à la présidence     | Candidat à la vice-présidence | Voix       | Voix    | Résultat |
| Élection | Bulletin n° | Candidat à la présidence     | Candidat à la vice-présidence | Nombre     | Part    | Résultat |
| -------- | ----------- | ---------------------------- | ----------------------------- | ---------- | ------- | -------- |
| 2009     | 1           | Megawati Sukarnoputri (PDIP) | Prabowo Subianto (Gerindra)   | 32 548 105 | 26,79 % | Perdu    |
| 2014     | 1           | Prabowo Subianto (Gerindra)  | Hatta Rajasa (PAN)            | 62 576 444 | 46,85 % | Perdu    |
| 2019     | 02          | Prabowo Subianto (Gerindra)  | Sandiaga Uno (indépendant)    | 68 650 239 | 44,50 % | Perdu    |
| 2024     | ?           | Prabowo Subianto (Gerindra)  | Gibran Rakabuming Raka        | ?          | 57 %    | Gagné    |